# Fútbol Club Levante Badalona
Il Fútbol Club Levante Badalona è un club calcistico spagnolo con sede a Badalona, nella comunità autonoma della Catalogna.
Fondato nel 1983, fino al 2024 era noto come Levante Las Planas, con sede a Sant Joan Despí, precisamente nel quartiere di Las Planas.
Il club, pur avendo una sezione maschile che milita nel Gruppo III della Seconda Divisione catalana, è maggiormente noto per la sua squadra di calcio femminile, giunta a disputare la Primera División Femenina de España, il massimo livello della piramide calcistica spagnola di categoria, per la prima volta nell'edizione 2012-2013 e nuovamente tornata tra le squadre che partecipano alla Primera División 2022-2023, dopo tre stagioni consecutive di salti di categoria per raggiungere il livello attuale.

## Storia
Il club è stato fondato nell'estate del 1983 con la fusione di due club del quartiere di Las Planas, UP Bética e Rayo Planense, quest'ultimo a sua volta nato dall'unione di UD Planense e Rayo Las Planas. 
Ha iniziato a competere nella stagione 1983-1984 nella Tercera Regional. Sebbene non sia mai andato oltre la categoria regionale, i suoi maggiori successi sono stati raggiunti all'inizio degli anni novanta,quando ha giocato in Primera Catalana, sfiorando la promozione nella categoria nazionale, l'allora Tercera División).

### Calcio femminile
La sezione di calcio femminile del FC Levante Las Planas venne istituita nel 1998. Dalla fine degli anni duemila il club ha concentrato la maggior parte dei suoi sforzi sul potenziamento della squadra femminile, ottenendo il risultato più prestigioso al termine della stagione 2011-2012, con la promozione nella Primera División Femenina, la massima categoria del campionato spagnolo femminile di calcio. Nella stagione 2013-2014 è tornata nella massima serie del campionato femminile per il secondo anno consecutivo. Dopo la retrocessione, è tornata nella massima serie nella stagione 2022-2023.
Nell'estate 2024, il club sposta la propria sede a Badalona e cambia nome in Fútbol Club Levante Badalona, cambiano anche i colori sociali da biancorosso a blu e bianco.

## Palmarès
- Campionato spagnolo di seconda divisione: 2

2011-2012, 2021-2022 (Gruppo Norte)

## Organico

### Rosa 2023-2024
Rosa, ruoli e numeri di maglia tratti dal sito laliga.com, aggiornati al 18 settembre 2023.
| N. |                     | Ruolo | Calciatrice      |
| -- | ------------------- | ----- | ---------------- |
| 1  | Spagna (bandiera)   | P     | Laia García      |
| 4  | Spagna (bandiera)   | D     | Berta Bou        |
| 5  | Spagna (bandiera)   | D     | Nuria Garrote    |
| 6  | Spagna (bandiera)   | C     | Pilar Garrote    |
| 7  | Spagna (bandiera)   | A     | Irina Uribe      |
| 8  | Spagna (bandiera)   | C     | Laura Martínez   |
| 9  | Paraguay (bandiera) | A     | Jessica Martínez |
| 10 | Spagna (bandiera)   | A     | Mari Paz Vilas   |
| 11 | Spagna (bandiera)   | A     | Elena Julve      |
| 13 | Spagna (bandiera)   | P     | Laura Coronado   |
| 14 | Spagna (bandiera)   | D     | Julia Mora       |
| 16 | Marocco (bandiera)  | C     | Anissa Lahmari   |
| 17 | Serbia (bandiera)   | C     | Allegra Poljak   |
| 20 | Francia (bandiera)  | D     | Bénédicte Simon  |
| 21 | Marocco (bandiera)  | C     | Yasmin Mrabet    |

| N. |                        | Ruolo | Calciatrice           |
| -- | ---------------------- | ----- | --------------------- |
| 22 | Francia (bandiera)     | D     | Morgane Nicoli        |
| 22 | Nigeria (bandiera)     | C     | Ngozi Okobi-Okeoghene |
| 23 | Spagna (bandiera)      | D     | Nerea Gantxegi        |
| 25 | Venezuela (bandiera)   | P     | Nayluisa Cáceres      |
| 26 | Spagna (bandiera)      | C     | Eva González          |
| 27 | Spagna (bandiera)      | C     | Natalia Escot         |
| 33 | Spagna (bandiera)      | D     | Paula Sánchez         |
| 35 | Spagna (bandiera)      | P     | Carla Gallego         |
| 40 | Spagna (bandiera)      | C     | Nerea Carmona         |
|    | Stati Uniti (bandiera) | D     | Amanda Frisbie        |
|    | Danimarca (bandiera)   | D     | Sille Struck          |
|    | Slovenia (bandiera)    | C     | Dominika Čonč         |
|    | Francia (bandiera)     | C     | Baby Jordy Benera     |
|    | Cina (bandiera)        | A     | Tang Jiali            |